# Công quốc Warszawa
Công quốc Warszawa (tiếng Ba Lan: Księstwo Warszawskie; tiếng Pháp: Duché de Varsovie; tiếng Đức: Herzogtum Warschau; tiếng Nga: Варшавское герцогство, Varshavskoye gertsogstvo) là một nhà nước tại Ba Lan được thành lập bởi Napoléon I vào năm 1807. Công quốc này là một trong những đồng minh của Pháp thời kì Napoléon, người lãnh đạo là vua Friederich Augustus I xứ Sachsen. Sau cuộc xâm lược thất bại của Napoléon tại Nga, công quốc này đã bị quân đội Phổ và Nga đánh chiếm chiếm cho đến năm 1815, khi nó được chính thức phân chia cho hai nước tại Đại hội Vienna.

## Lịch sử
Khu vực của công quốc đã được giải phóng bởi một cuộc tổng nổi dậy leo thang từ bạo loạn chống nghĩa vụ quân sự vào năm 1806. Một trong những nhiệm vụ đầu tiên của chính phủ mới bao gồm cung cấp thực phẩm cho quân đội Pháp đánh nhau với người Nga ở Đông Phổ.

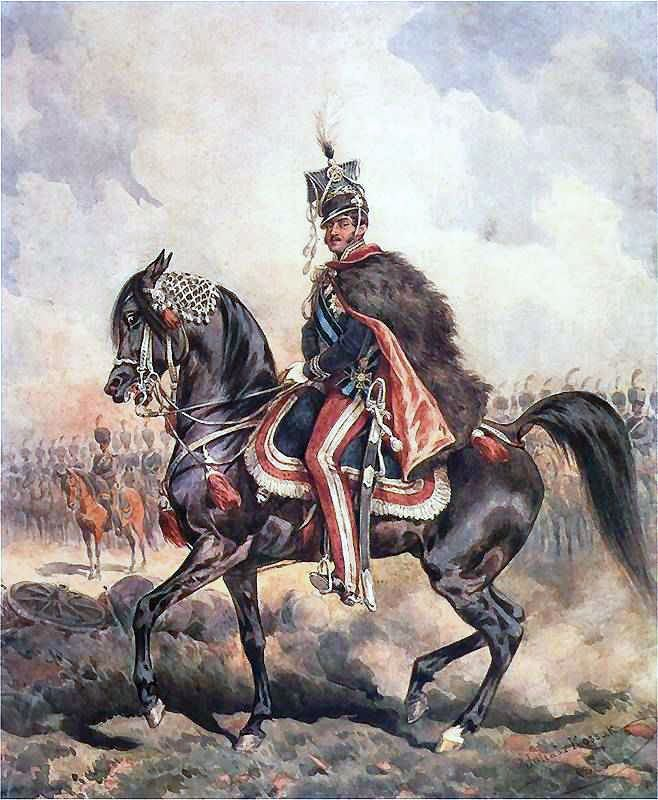
Vương công Józef Poniatowski Tổng tư lệnh quân đội Công quốc Warszawa, tranh của Juliusz Kossak

Công quốc Warszawa chính thức được Hoàng đế Pháp Napoléon I tạo ra như là một phần của Hiệp ước Tilsit với nước Phổ. Việc kiến quốc nhận được sự ủng hộ của cả phe cộng hòa địa phương tại nước Ba Lan bị chia cắt và cộng đồng lớn người Ba Lan ở Pháp, họ ra sức công khai ủng hộ Napoléon như là nhân vật duy nhất có khả năng khôi phục lại chủ quyền quốc gia sau khi đất nước Ba Lan bị phân chia vào cuối thế kỷ 18. Mặc dù được tạo ra như là một quốc gia vệ tinh (và chỉ là một công quốc chứ không phải là một vương quốc), người ta thường hy vọng và tin tưởng rằng với thời gian cả dân tộc sẽ có thể lấy lại tình trạng trước đây của mình, chưa kể đến biên giới trước đây của quốc gia này.
Tân quốc gia vừa mới khai sinh đã chính thức trở thành một công quốc độc lập, liên minh với Pháp và trong một liên minh cá nhân với Vương quốc Sachsen. Napoléon đã buộc Vua Frederick Augustus I xứ Sachsen phải biến vương quốc mới của mình trở thành một chế độ quân chủ lập hiến với quốc hội riêng (Sejm của Công quốc Warszawa). Tuy nhiên, công quốc không bao giờ được phép phát triển như một nhà nước độc lập thực sự; Sự cai trị của Frederick Augustus lại phụ thuộc vào các yêu cầu lợi ích quốc gia của Pháp và họ chỉ coi nước này như là nguồn tài nguyên phục vụ cho tham vọng bành trướng đế chế của Napoléon.
Năm 1809, một cuộc chiến tranh ngắn với Áo được bắt đầu. Mặc dù Công quốc Warszawa giành chiến thắng tại trận Raszyn, quân Áo vẫn tiến vào thủ đô Warszawa, nhưng liên quân công quốc và Pháp đã đánh tạt sườn kẻ thù của họ và chiếm được Kraków, Lwów và một số khu vực bị người Áo sáp nhập vào các đợt chia cắt Ba Lan. Trong suốt chiến tranh, số kiều dân Đức đã được người Phổ đưa đến định cư vào đợt chia cắt trước đây liền nổi dậy một cách công khai chống lại chính phủ Ba Lan nhưng bị quân Pháp trấn áp ngay lập tức. Sau trận Wagram, Hiệp ước Schönbrunn tiếp theo cho phép mở rộng đáng kể lãnh thổ của công quốc về phía Nam với việc giành lại đất đai Ba Lan và Litva một lần nữa.

### Chiến dịch chống Nga của Napoléon

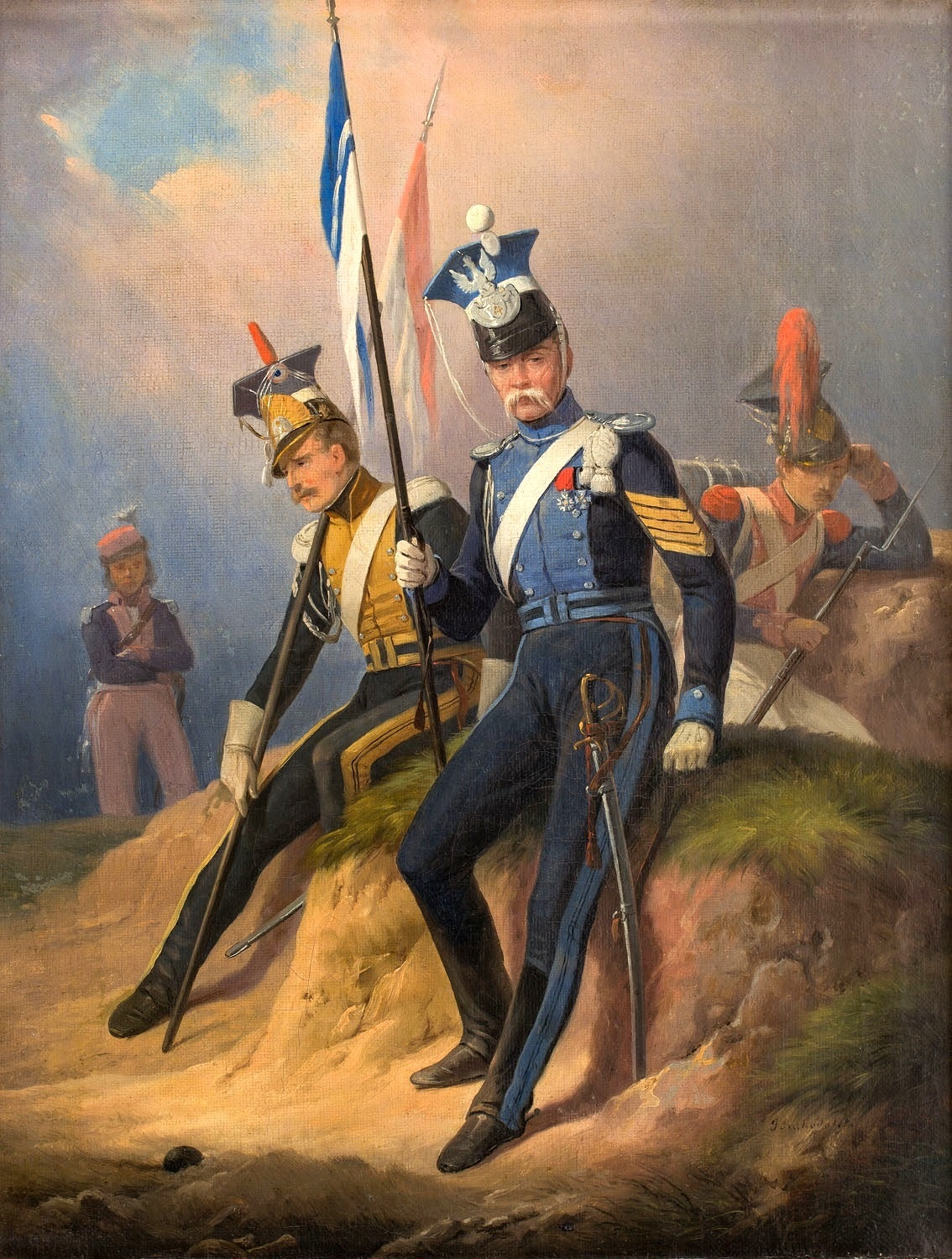
Kỵ binh cầm thương Ba Lan trong quân đội của Công quốc Warszawa 1807–1815, tranh của January Suchodolski

Ảnh hưởng từ kết quả chiến dịch chống lại Nga của Napoléon vào năm 1812, người Ba Lan dự kiến rằng công quốc sẽ được nâng cấp lên trạng thái của một vương quốc và trong cuộc xâm lược nước Nga của Napoléon, họ sẽ tham gia vào việc giải phóng lãnh thổ của Đại công quốc Lietuva, đối tác lịch sử của Ba Lan trong Khối thịnh vượng chung Ba Lan-Litva. Tuy nhiên, Napoléon không muốn thực hiện một quyết định vĩnh viễn sẽ trói buộc tay mình trước khi giải quyết hòa bình mà ông dự kiến với phía Nga. Tuy nhiên, ông tuyên bố cuộc tấn công vào nước Nga như một cuộc chiến tranh Ba Lan lần thứ hai.
Tuy vậy thỏa thuận hòa bình lại không diễn ra suôn sẻ. Đại quân của Napoléon bao gồm một đạo quân Ba Lan đáng kể, đặt ra với mục đích bắt Đế quốc Nga phải đầu hàng, nhưng tham vọng quân sự của ông đã tiêu tan bởi sự thất bại trong việc tiếp tế cho quân đội ở Nga và người Nga từ chối đầu hàng sau khi chiếm được Moskva; một số còn lại sống sót trở về từ cuộc hành quân. Chiến dịch chống Nga thất bại trở thành một bước ngoặt lớn trong vận mệnh của Napoléon.
Sau thất bại của Napoléon ở phía đông, hầu hết các lãnh thổ của Công quốc Warszawa đều bị quân Nga tái chiếm vào tháng 1 năm 1813 trong quá trình họ tiến quân vào nước Pháp và các đồng minh của nó. Phần còn lại của công quốc được dành để khôi phục lại nước Phổ. Mặc dù một số pháo đài biệt lập còn giữ được hơn một năm, sự tồn tại của quốc gia trong bất cứ điều gì ngoại trừ cái tên đã đến hồi kết thúc. Aleksandr I của Nga đã lập nên một Hội đồng lâm thời tối cao của Công quốc Warszawa để cai trị khu vực thông qua các tướng lĩnh của mình.

### Hội nghị Vienna và sự phân chia Ba Lan lần thứ tư
Mặc dù nhiều nước châu Âu và những nhà cai trị cũ đều tham dự Đại hội Vienna vào năm 1815, việc ra quyết định phần lớn nằm trong tay của các cường quốc lớn. Do vậy không thể tránh khỏi rằng cả hai nước Phổ và Nga sẽ phân chia Ba Lan hiệu quả hơn; Áo ít nhiều gì còn giữ lại lợi ích của đợt chia cắt đầu tiên năm 1772. Nga yêu cầu giành lấy tất cả các vùng lãnh thổ của Công quốc Warszawa. Nó giữ tất cả lợi ích của mình từ ba đợt chia cắt trước đó, cùng với Białystok và lãnh thổ xung quanh mà nó đã đạt được vào năm 1807. Người Nga muốn đòi cho được toàn bộ Công quốc Warszawa nhưng bị các cường quốc châu Âu khác từ chối. Phổ giành lại lãnh thổ mà họ có được đầu tiên trong lần chia cắt thứ nhất, nhưng đã phải từ bỏ cho Công quốc Warszawa vào năm 1807. Nước này còn thu được cái gọi là "Đại Công quốc Posen" (tức là Poznań) một số khu vực đã chinh phục từ đợt chia cắt thứ hai, và lại phải từ bỏ vào năm 1807. Lãnh thổ này thành lập một khu vực có kích cỡ khoảng 29.000 km².
Thành phố Kraków và một số lãnh thổ xung quanh, trước đây là một phần của công quốc Warszawa, được thành lập dưới dạng một thành phố tự do Kraków bán độc lập, dưới sự "bảo hộ" của ba người hàng xóm hùng mạnh của nó. Lãnh thổ của thành phố có diện tích khoảng 1.164 km², với dân số khoảng 88.000 người. Thành phố này cuối cùng bị người Áo sáp nhập vào năm 1846. Cuối cùng phần lớn lãnh thổ cũ của Công quốc Warszawa có diện tích cỡ 128.000 km trong khu vực, đã được tái lập thành cái thường được gọi là "Vương quốc Lập hiến" Ba Lan, nằm trong liên minh cá nhân với Đế quốc Nga. Trên thực tế đây chỉ là một quốc gia bù nhìn mà Nga duy trì trạng thái riêng của nó cho đến năm 1831 thì được sáp nhập hiệu quả vào Đế quốc Nga. 

### Di sản

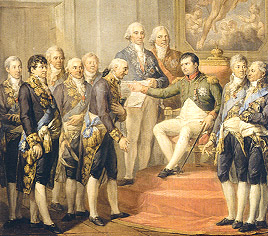
Napoleon đang bàn bạc bản hiến pháp của công quốc vào năm 1807

Bề ngoài thì Công quốc Warszawa chỉ là một trong số các quốc gia khác nhau trong quá trình thiết lập ách thống trị của Napoléon trên lục địa châu Âu, chỉ kéo dài vài năm và biến mất cùng với sự sụp đổ đế chế của ông. Tuy nhiên, được thành lập gần một thập kỷ sau khi lần chia cắt thứ hai và thứ ba có vẻ như đã quét sạch đất nước Ba Lan ra khỏi bản đồ giúp cho người Ba Lan nhen nhóm niềm hy vọng của họ về một nhà nước Ba Lan được hồi sinh. Ngay cả với thất bại của Napoléon quốc gia Ba Lan vẫn tiếp tục dưới một số hình thức cho đến khi nhà nước Nga ngày càng độc đoán lại một lần nữa đã loại bỏ Ba Lan như một thực thể riêng biệt. Nói chung, điều này có nghĩa rằng một nhà nước Ba Lan nhận dạng đã tồn tại ít nhất một phần tư thế kỷ. Tại lễ kỷ niệm 200 năm ngày thành lập lại này của nhà nước Ba Lan, nhiều sự kiện kỷ niệm dành riêng cho sự kiện được tổ chức tại thủ đô Warszawa của Ba Lan. Ngoài ra, Bộ Quốc phòng Ba Lan đã đưa ra lời đề nghị trân trọng tổ chức một cuộc diễu hành chung giữa binh lính Ba Lan và Pháp với sự đồng ý của Tổng thống Nicolas Sarkozy.

## Chính phủ

### Hiến pháp
Hiến pháp của Công quốc Warszawa có thể được coi là bản hiến pháp mang tính tự do vào thời kỳ đó. Nó cung cấp cho Sejm (Quốc hội) lưỡng viện gồm Thượng viện và Viện Dân biểu. Một Hội đồng Bộ trưởng có chức năng là cơ quan điều hành của Công quốc. Chế độ nông nô bị bãi bỏ và tất cả giai cấp đều được bình đẳng trước pháp luật. Trong khi Công giáo La Mã là được xem là quốc giáo, sự khoan dung tôn giáo cũng được đảm bảo bởi hiến pháp.

### Đơn vị hành chính

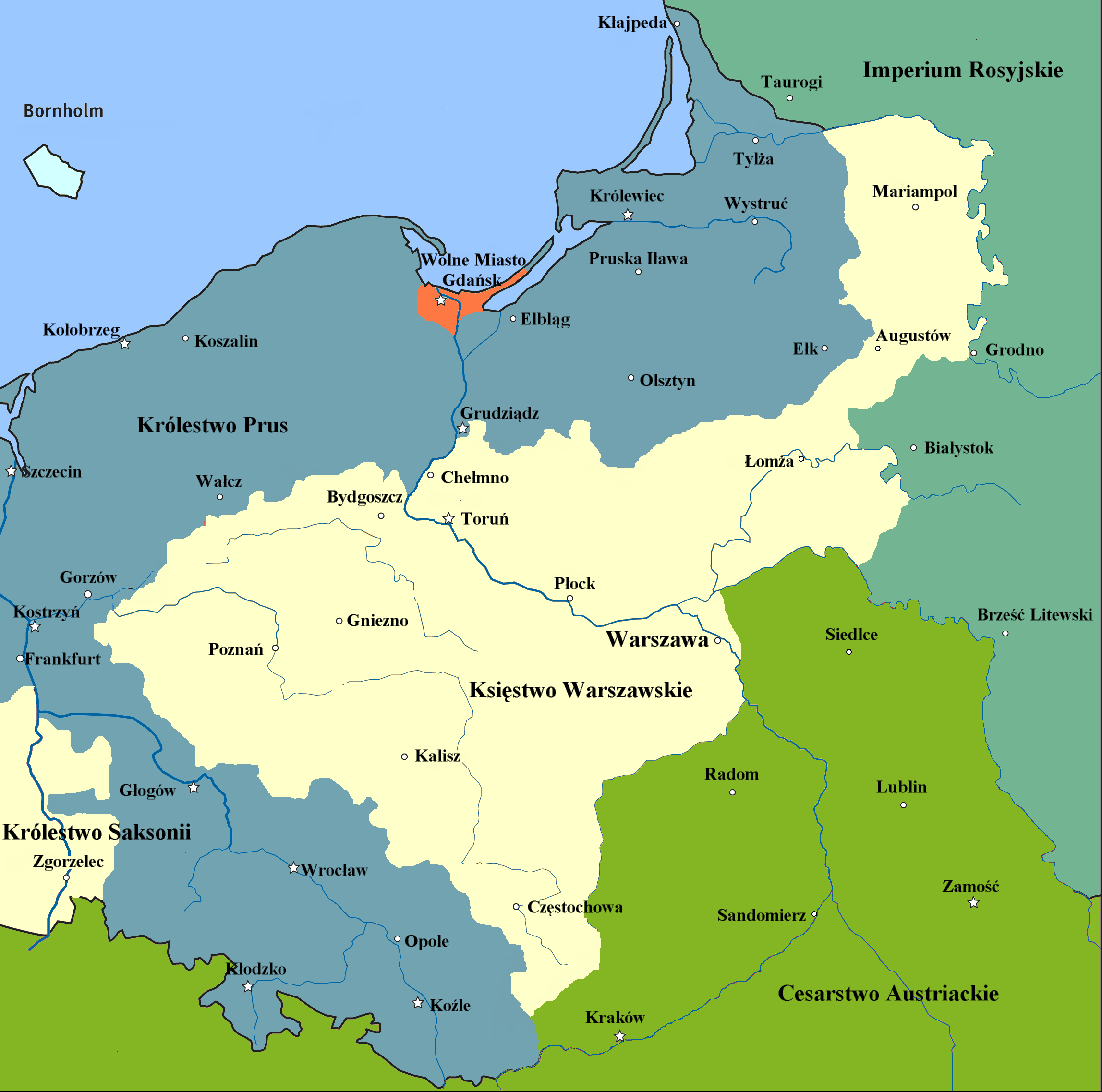
Bản đồ Công quốc Warszawa năm 1807-1809

Đơn vị hành chính của Công quốc Warszawa được dựa trên các tỉnh (tiếng Pháp gọi là Départments) do một viên tỉnh trưởng đứng đầu. Tổ chức này dựa theo kiểu mẫu của Pháp, vì vậy toàn bộ Công quốc trong thực tế là do Napoléon tạo ra và dựa trên ý tưởng của người Pháp, mặc dù các tỉnh được chia thành các powiat (tiếng Ba Lan có nghĩa là hạt). Lúc đầu cả nước chỉ có 6 tỉnh, sau năm 1809 (người Áo bị Napoléon đánh bại và Hiệp ước Schönbrunn) tăng lên tới 10 tỉnh (khi lãnh thổ Công quốc được mở rộng). Mỗi tỉnh được đặt theo tên thủ phủ của nó.
Đơn vị hành chính Công quốc Warszawa vào tháng 1 năm 1807:
- Tỉnh Warsaw (tiếng Ba Lan: Departament warszawski)
- Tỉnh Poznań (tiếng Ba Lan: Departament poznański)
- Tỉnh Kalisz (tiếng Ba Lan: Departament kaliski)
- Tỉnh Bydgoszcz (tiếng Ba Lan: Departament bydgoski)
- Tỉnh Płock (tiếng Ba Lan: Departament płocki)
- Tỉnh Łomża (tiếng Ba Lan: Departament łomżyński) - trong vài tháng đầu tiên được gọi là Białystok Department (tiếng Ba Lan: Departament białostocki)

6 tỉnh trên được chia thành 60 powiat. Các tỉnh mới thêm vào năm 1809:

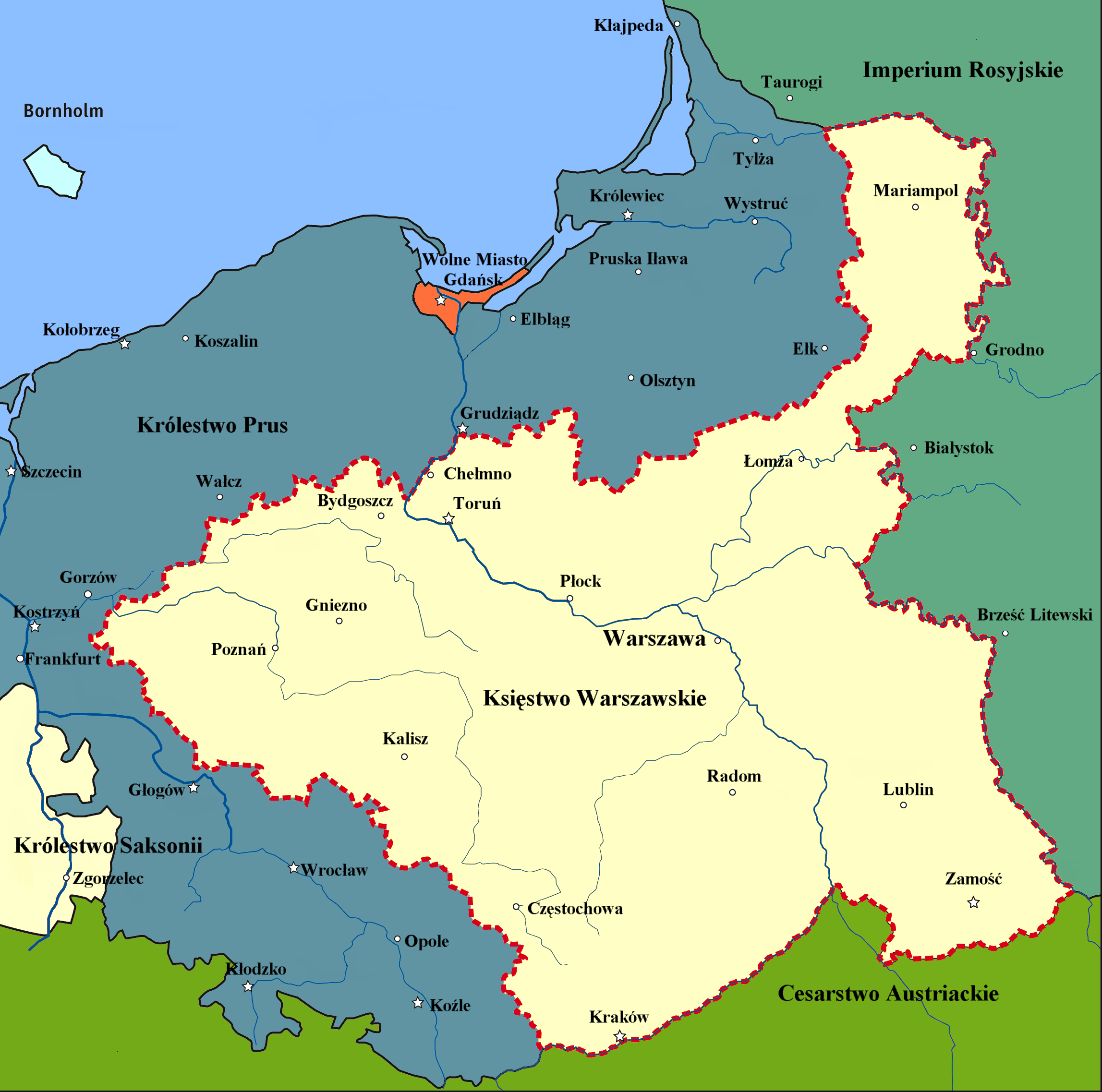
Bản đồ Công quốc Warszawa năm 1809-1815

- Tỉnh Kraków (tiếng Ba Lan: Departament krakowski)
- Tỉnh Lublin (tiếng Ba Lan: Departament lubelski)
- Tỉnh Radom (tiếng Ba Lan: Departament radomski)
- Tỉnh Siedlce (tiếng Ba Lan: Departament siedlecki)

### Quân sự
Lực lượng vũ trang của công quốc hoàn toàn nằm dưới sự kiểm soát của Pháp thông qua Bộ trưởng Chiến tranh là Vương công Józef Poniatowski, đồng thời còn là một Thống chế Pháp. Trong thực tế, công quốc bị quân sự hóa nặng nề, giáp giới với nước Phổ, Đế quốc Áo và Nga, và nó còn là một nguồn tuyển quân quan trọng trong các chiến dịch khác nhau của Napoléon. Quân đội của công quốc có số lượng đáng kể khi so với số dân của công quốc. Ban đầu gồm 30.000 quân chính quy (tạo thành từ cả kỵ binh và bộ binh), số lượng của nó đã tăng lên hơn 60.000 quân vào năm 1810, và đến thời điểm chiến dịch ở nước Nga của Napoléon vào năm 1812, quân đội nước này đạt tổng cộng gần 120.000 quân (trong khi dân số đạt khoảng 4.3 triệu người).

### Kinh tế
Nguồn tài nguyên bị tiêu hao nặng nề bằng biện pháp tuyển quân bắt buộc, kết hợp với sự sụt giảm trong xuất khẩu ngũ cốc, gây ra các vấn đề quan trọng đối với nền kinh tế của công quốc. Nhằm làm cho vấn đề tồi tệ hơn, năm 1808 Đế quốc Pháp đã bắt công quốc phải chịu một thỏa thuận tại Bayonne mua lại từ Pháp những khoản nợ của Phổ. Các khoản nợ lên tới hơn 43 triệu franc vàng, đã được mua với tỷ giá khấu hao 21 triệu franc. Tuy nhiên, mặc dù công quốc đã tự mình thanh toán trong đợt sang Pháp với kỳ hạn bốn năm, Phổ lại không chịu chi trả, khiến nền kinh tế Ba Lan phải chịu tổn thất nặng nề. Thật vậy, cho đến ngày nay cụm từ "số tiền Bayonne" là một từ đồng nghĩa trong tiếng Ba Lan để chỉ một số tiền rất lớn. Tất cả những vấn đề này đã dẫn đến lạm phát và thuế má cao. Để đối phó với nguy cơ phá sản, các cơ quan chức năng đã tăng cường sự phát triển và hiện đại hóa nông nghiệp. Ngoài ra, một chính sách bảo hộ được giới thiệu nhằm mục đích bảo vệ ngành công nghiệp của nước này.